# Киндаров, Заур Баронович
Заур Баронович Киндаров (14 августа 1964, Грозный — 17 января 2021, Грозный) — советский и российский нейрохирург, Заслуженный врач Чечни (2012) и Ингушетии (2008), проректор Чеченского государственного университета, доктор медицинских наук (2014), Почётный гражданин города Грозного (2014).

## Биография
Родился в семье врача Барона Киндарова. В 1981 году окончил грозненскую школу № 41. В 1987 году окончил Дагестанский государственный медицинский институт по специальности «лечебное дело». В 1988 году начал работать в отделении нейрохирургии республиканской больницы Чечено-Ингушетии. В 1988—1989 годах служил в армии. С 1990 года ординатор нейрохирургического отделения республиканской больницы Чечни. В 1995 году в связи с началом боевых действий в Чечне был вынужден переехать в Дагестан, где стал работать ординатором нейрохирургического отделения Дагестанской республиканской больницы. После окончания войны вернулся в Чечню, где работал в различных медицинских учреждениях. В 2000 году поступил в аспирантуру в научно-исследовательского института нейрохирургии имени академика Николая Бурденко Российской академии медицинских наук в Москве. В 2004 году защитил кандидатскую диссертацию на тему «Диагностика интрамедуллярных опухолей с целью выработки тактики лечения». В 2007—2011 годах был деканом медицинского факультета Чеченского государственного университета, с 2011 года и до последних дней своей жизни работал проректором университета. В 2012 году стал доцентом по кафедре неотложных состояний, анестезиологии и реанимации. В 2014 году ему была присвоена степень доктора медицинских наук. Тема его диссертации — «Научное обоснование совершенствования организации нейрохирургической помощи в субъекте Федерации». В 2016 году стал членом совета Российского фонда фундаментальных исследований.

## Память
Одна из улиц Грозного названа именем Киндарова.